# Kamieniec (Borów)
Kamieniec – kolonia wsi Borów w Polsce położona w województwie świętokrzyskim, w powiecie jędrzejowskim, w gminie Jędrzejów.
W latach 1975–1998 kolonia należała administracyjnie do województwa kieleckiego.